# Photuris trivittata
Photuris trivittata är en skalbaggsart som beskrevs av Lloyd och Lesley Ballantyne 2003. Photuris trivittata ingår i släktet Photuris och familjen lysmaskar. Inga underarter finns listade i Catalogue of Life.